# Andrzej Kossowicz (reżyser)
Andrzej Kossowicz (ur. 18 maja 1941 w Krakowie, zm. 7 lipca 1991 w Warszawie) – polski aktor, reżyser, konferansjer, kierownik, działacz kulturalny. 

## Życiorys
W czasie studiów, jako jeden z kilku działaczy był inicjatorem powstania Studenckiego Festiwalu Piosenki. Pierwsza edycja krakowskiego festiwalu odbyła się w dniach 23-25 listopada 1962 roku pod nazwą I Ogólnopolski Konkurs Piosenkarzy. W 1963 roku ukończył Oddział Lalkarski przy Wydziale Aktorskim PWST w Krakowie, rok później Wydział Aktorski PWST w Krakowie (specjalność: Gra aktorska), tytuł magistra sztuki otrzymując w 1964 roku. 
Po studiach związał się z krakowską Estradą i nowohuckim kabaretem, którego przedstawienia reżyserował. W latach 1965–1968 był prezesem krakowskiego klubu Pod Jaszczurami. W 1968 przeniósł się do Warszawy i przez 8 lat był reżyserem scenicznym warszawskiego oddziału Polskiego Stowarzyszenia Jazzowego (w latach 1968-1976). Jego spektakularnym debiutem stał się cykl udanych widowisk muzycznych „Musicorama”, które powstawały w latach 1970-1975. W tym okresie zadebiutował również jako konferansjer. Reżyserował i prowadził koncerty z udziałem największych gwiazd polskiej estrady lat 70.
W latach 1976–1979 pełnił funkcję zastępcy dyrektora ds. artystycznych Agencji Koncertowej PSJ – w latach 1980-1983 tę samą funkcję pełnił w Teatrze Wizji i Ruchu w Lublinie. W latach 1983-87 reżyserował widowiska i programy estradowe Zjednoczonych Przedsiębiorstw Rozrywkowych (ZPR) w Warszawie. W latach 1987-89 był dyrektorem naczelnym warszawskiego Impresariatu Promocyjnego Związku Polskich Autorów i Kompozytorów ZAKR, by następnie objąć funkcję dyrektora artystycznego w Agencji Promocji Sztuki „Marmit”. 
Najświetniejszy okres twórczy Kossowicza przypadał na lata 80. Był on wtedy autorem wielu różnorodnych pomysłów i prac, m.in. Sondy na żywo zrealizowanej dla TVP, kabaretowego „Derby Estradowego” w Koninie, koncertów z cyklu „Gloria Victis”, czy przedstawień teatralnych dla dzieci z udziałem Rumcajsa. W drugiej połowie lat 70. i w latach 80. reżyserował i prowadził także koncerty odbywające się w ramach festiwalu Jazz Jamboree i Pikniku Country w Mrągowie oraz imprezy „Rock przez cały rok – Jazz” i „Kabareton” podczas Krajowego Festiwalu Piosenki Polskiej w Opolu. 
W 1986 roku zrealizował pomysł Franciszka Walickiego na koncert, który został zatytułowany „Old Rock Meeting”, zaś w 1987 wymyślił trasę koncertową pod nazwą „Ten Wiecznie Młody Rock and Roll” i był odpowiedzialny za produkcję telewizyjną tego wydarzenia. W 1988 roku wyprodukował dla Telewizji programy: Gwiazdy Mocnego Uderzenia i Powróćmy jak za dawnych lat. 
Zmarł 7 lipca 1991 roku w Warszawie. Miał zaledwie 50 lat. Został pochowany na Cmentarzu Komunalnym Północnym na Wólce Węglowej (kwatera T-XX-15-3-9).

## Życie prywatne
Swoją przyszłą żonę Renatę Młodnicką, ówczesną studentkę Wydziału Historycznego Uniwersytetu Gdańskiego, poznał w drugiej połowie lat 70. w studenckim klubie „Żak” w Gdańsku. Po pięciu latach wzięli ślub i zamieszkali na warszawskim Mokotowie. W 1986 roku przyszła na świat ich córka Magdalena. 

## Filmografia
Filmy
- 1966: Cała naprzód – marynarz[2]
- 1977: Wodzirej – Wołyniec, organizator grupy baletowej
- 1980: Miś – kierownik szatni

Seriale telewizyjne
- 1983: Blisko, coraz bliżej (odc. 9 pt. Stąd mój ród. Rok 1920) – obsada aktorska

Spektakle telewizyjne
- 1979: Prawo głosu (2) (spektakl telewizyjny, reż. Ewa Bober) – dziennikarz

## Role teatralne[3]
- Don Alvares albo niesforna w miłości kompanija (1 stycznia 1964), obsada aktorska, autor: Stanisław Herakliusz Lubomirski, reż. Zygmunt Hübner w Teatrze PWST w Krakowie
- Oskarżeni (25 stycznia 1964), obsada aktorska, autor: Andrzej Jarecki, Agnieszka Osiecka, reż. Edward Dobrzański w Teatrze PWST w Krakowie
- Kucharki (28 maja 1964), dwie role: Horacy i Kreon, autor: Nora Szczepańska, reż. Jerzy Jarocki w Teatrze PWST w Krakowie